# Ганс Йост
Ганс Йост (нім. Hanns Johst;
8.7.1890 — 23.11.1978 — німецький прозаїк, драматург, поет, президент Палати письменників Рейху (нім. Reichsschrifttumskammer) (1935–1945), групенфюрер СС (1942), автор афоризму «Коли я чую про культуру… я знімаю із запобіжника свій браунінг» (нім. Wenn ich Kultur höre ... entsichere ich meinen Browning).

## Життєпис
Народився в сім'ї вчителя початкової школи. Виріс в Ошаці і Лейпцигу. У дитинстві хотів стати місіонером. У 17 років працював санітаром в католицькій психіатричній клініці Bethel, згодом прославилася своїм опором Програмі умертвіння Т-4. У 1910 році, отримавши атестат зрілості в Лейпцигу, почав вивчати медицину, філософію, а пізніше історію мистецтв.
У 1914 році пішов в армію добровольцем. У 1918 році оселився в районі Альмансхаузен в Бергу, земля Баварія.

## Ранні твори
Його ранні твори зазнали впливу експресіонізму. Приклади —  Der Anfang  («Початок») (1917) і  Der König  («Король») (1920). Надалі він звернувся до натуралістичної філософії в таких п'єсах, як  Wechsler und Händler  («Міняла і торговець») (1923) і  Thomas Paine  («Томас Пейн») (1927). Різке неприйняття буржуазної дійсності відбилося у п'єсі Йоста «Молода людина. Екстатичний сценарій»(1916). Її герой вигукує: «Яка несамовита насолода — приходити в екстаз від бажання смерті!».
Пізніше в книгах письменник засуджував капіталістичне суспільство, що ганяється за наживою, і пролетарський колективізм, як чуже німецькому робітникові явище. Нариси «Знання та свідомість» (1924). Так він ішов до «німецького напрямку в поезії» і до націонал-соціалістичного світогляду.
«Ваал», перша п'єса Бертольта Брехта, була написана як відповідь на п'єсу Йоста  Der Einsame  («Самотній»), драматизацію біографії драматурга — антисеміта Граббе. У 1928 Йост очолив відділ поезії в заснованому Розенбергом «Бойовому союзі за німецьку культуру» (Kampfbund für deutsche Kultur), метою якого проголошувалася боротьба з «єврейським впливом» в німецькій культурі. У 1932 він вступив в НСДАП, пояснивши свою згоду з Гітлером у творі «Standpunkt und Fortschritt» («Точка нерухомості і прогрес»), виданому в 1933.

## Фраза
У 1933 році, незабаром після приходу нацистів до влади, Йост написав п'єсу «Шлагетер», приурочену до дня народження Гітлера з присвятою «Адольфу Гітлеру з любов'ю і непохитною вірністю» (Für Adolf Hitler in liebender Verehrung und unwandelbarer Treue). П'єса вихваляла подвиг Альберта Лео Шлагетера, розстріляного в 1923 році за те, що пускав під укіс французькі потяги в період французької окупації Рура, і став одним з головних «мучеників» в нацистському мартирологу.
Фраза, що стала знаменитою, в оригіналі звучить як «Коли я чую слово „культура“ … я знімаю із запобіжника свій браунінг!» («Wenn ich Kultur höre … entsichere ich meinen Browning») (три крапки в тексті) і вимовляється бойовим товаришем Шлагетера, Фрідріхом Тіманном. Під час підготовки до іспитів вони починають обговорювати, чи варто витрачати час на навчання, коли країна не вільна. Тіманн заявляє, що воліє битися.
Фразу у вигляді «Коли я чую слово „культура“, моя рука тягнеться до пістолета» часто приписують різним людям. Історик Девід Старкі (David Starkey) в грудні 2007 помилково приписав її Геббельсу. Є певна іронія в тому, що в тому ж інтерв'ю він назвав Королеву Британії неосвіченою.

## Посади в нацистській Німеччині
У 1933 році Герінг призначив Йоста перший драматургом і художнім керівником Прусського державного театру. Потім він став главою Академії німецької поезії, Прусським державним радником і президентом Палати літератури Рейху, змінивши Г. Блунка в 1935 році. Йост також очолив літературну секцію Прусської академії мистецтв замість Генріха Манна. Разом з Геббельсом письменник використовував унікальну можливість формувати мистецтво, особливо театр, в напрямку націонал-соціалістичної ідеології для того, щоб «врятувати Німеччину від закінченого матеріалізму сучасного світу». Він отримував численні нагороди та відзнаки, зокрема — Велику премію НСДАП за мистецтво, Медаль Гете.
У 1935 році Йост став президентом Спілки письменників Рейху (Reichsschrifttumskammer) та Німецької Академії Поезії (Deutsche Akademie für Dichtung), впливових літературних організацій. У тому ж році останні з відомих письменників-євреїв, як наприклад Мартін Бубер, були вигнані зі Спілки Письменників. У той же час членство в цих організаціях було дозволено тільки тим письменникам і поетам, які були явно пронацистськими або, принаймні, їх творчість схвалено нацистами як не «дегенеративна». Йост отримав і багато інших важливих посад в номенклатурі Третього рейху, і у вересні 1944 року був згаданий у списку Gottbegnadeten як один з найважливіших діячів мистецтва в рейху. Ганс Йост брав участь у військових передачах націонал-соціалістів, поширюючи свої матеріали, написав гімн німецьких поселенців на окупованих східних територіях. Будучи членом НСДАП, группенфюрером СС і особистим другом Гіммлера, Йост за свідченням неупередженого Готфріда Бенна залишився «порядною людиною».

## Після війни
У травні 1945 року Йост був інтернований, а в 1947 постав перед судом в рамках програми денацифікації. У 1949 році Кримінальна палата Мюнхена віднесла його до категорії «попутників» (група 4), оштрафувавши на 500 марок. Кілька тижнів потому апеляційний суд перекваліфікував Йоста в «головного винуватця» (група 1) і відправив його після в трудовий табір. У 1951 р Йост був перекваліфікований на «активіста» (група 2), і нарешті, в 1952 році, після трьох з половиною років у в'язниці, він був звільнений. Судові витрати були покладені на скарбницю.
У 1955 Йост видав свою останню книгу «Gesegnete Vergänglichkeit» («Благословенна тлінність»). Існуюча в гранках ще в 1944 році, книга була скорочена, пронацистські пасажі були відредаговані, і «Благословенна тлінність» була представлена публіці як пізніший «аполітичний» твір. Книга не набула популярності, а ті деякі критики, які звернули увагу на її вихід, відгукнулися нищівною критикою.

## Нагороди
- Почесний хрест ветерана війни
- Шеврон старого бійця
- Хрест Воєнних заслуг 1-го класу без мечів
- Хрест Воєнних заслуг 2-го класу без мечів
- Золотий партійний знак НСДАП
- Медаль «За вислугу років в НСДАП» у бронзі (10 років)
- Кільце «Мертва голова»
- Почесна шпага рейхсфюрера СС

В 1937 році Йост номінувався на Німецьку національну премію за мистецтво і науку, але її так і неотримав. Його кандидатуру висунув Генріх Гіммлер.